# Сезон ФК «Карпати» (Львів) 2012—2013
| «Карпати» (Львів) у сезоні 2012/13 | «Карпати» (Львів) у сезоні 2012/13                                                             |
| ---------------------------------- | ---------------------------------------------------------------------------------------------- |
| Ліга                               | Прем'єр-ліга                                                                                   |
| Місце в лізі                       | 14                                                                                             |
| Раунд у Кубку                      | 1/4                                                                                            |
| Головний тренер                    | Павло Кучеров (1-3 тури), Ніколай Костов (4-27 тури), Юрій Дячук-Ставицький (28-30 тури, в.о.) |
| Президент                          | Петро Димінський                                                                               |
| Стадіон                            | «Україна», Львів                                                                               |
| Капітан                            | Андрій Ткачук, Ігор Худоб'як                                                                   |
| Найбільше матчів у лізі            | Ігор Худоб'як — 29                                                                             |
| Найкращий бомбардир у лізі         | Перес Мартінес Лукас — 8                                                                       |

Сезон «Карпат» (Львів) 2012—2013 — 22-ий сезон футбольного клубу «Карпати» (Львів) у футбольних змаганнях України. У чемпіонаті команда посіла 14-е місце. У Кубку України клуб дійшов до 1/4 фіналу. Молодіжна команда «Карпат» посіла 9-те місце у першості України серед молодіжних складів.

## Чемпіонат
| Місце | Клуб                       | «Карпати» — клуб | «Карпати» — клуб | І  | В  | Н | П  | М     | О  |
| Місце | Клуб                       | удома            | у гостях         | І  | В  | Н | П  | М     | О  |
| --- | -------------------------- | ---------------- | ---------------- | -- | -- | - | -- | ----- | -- |
| | «Шахтар» (Донецьк)         | 1:2              | 0:3              | 30 | 25 | 4 | 1  | 82-18 | 79 |
| | «Металіст» (Харків)        | 1:1              | 1:2              | 30 | 20 | 6 | 4  | 59-25 | 66 |
| | «Динамо» (Київ)            | 0:1              | 1:3              | 30 | 20 | 2 | 8  | 55-23 | 62 |
| 4 | «Дніпро» (Дніпропетровськ) | 2:4              | 0:2              | 30 | 16 | 8 | 6  | 54-27 | 56 |
| 5 | «Металург» (Донецьк)       | 0:1              | 0:4              | 30 | 14 | 7 | 9  | 45-35 | 49 |
| 6 | «Чорноморець» (Одеса)      | 1:2              | 1:1              | 30 | 12 | 7 | 11 | 32-36 | 43 |
| 7 | «Кривбас» (Кривий Ріг)     | 6:0              | 2:3              | 30 | 12 | 7 | 11 | 36-41 | 43 |
| 8 | «Арсенал» (Київ)           | 1:1              | 1:4              | 30 | 10 | 9 | 11 | 34-41 | 39 |
| 9 | «Іллічівець» (Маріуполь)   | 1:5              | 0:2              | 30 | 10 | 8 | 12 | 30-32 | 38 |
| 10 | «Зоря» (Луганськ)          | 2:0              | 1:2              | 30 | 10 | 7 | 13 | 32-43 | 37 |
| 11 | «Таврія» (Сімферополь)     | 2:0              | 2:0              | 30 | 10 | 5 | 15 | 27-46 | 32 |
| 12 | «Ворскла» (Полтава)        | 2:0              | 1:3              | 30 | 8  | 7 | 15 | 31-36 | 31 |
| 13 | «Волинь» (Луцьк)           | 2:0              | 1:1              | 30 | 7  | 8 | 15 | 26-45 | 29 |
| 14 | «Карпати» (Львів)          |                  |                  | 30 | 7  | 6 | 17 | 37-52 | 27 |
| 15 | «Говерла» (Ужгород)        | 1:1              | 1:2              | 30 | 5  | 7 | 18 | 29-57 | 22 |
| 16 | «Металург» (Запоріжжя)     | 2:1              | 1:1              | 30 | 1  | 8 | 21 | 12-64 | 11 |
| З «Таврії» знято 3 очки згідно з рішенням КДК ФФУ від 4 квітня 2013 року за невиконання умов затвердженої рішенням КДК ФФУ мирової угоди від 19 грудня 2012 року з агентом футболістів Вадимом Шаблієм. |                            |                  |                  |    |    |   |    |       |    |

### Статистика гравців
У чемпіонаті за клуб виступали 32 гравці:
| №            | Футболіст                         | Дата народження   | Країна               | Ігри     | Голи     |
| Воротарі     | Воротарі                          | Воротарі          | Воротарі             | Воротарі | Воротарі |
| ------------ | --------------------------------- | ----------------- | -------------------- | -------- | -------- |
| 1            | Богатінов Мартін                  | 26 квітня 1986    | Північна Македонія   | 22       | 32п      |
| 23           | Мисак Роман Михайлович            | 9 вересня 1991    | Україна              | 10       | 20п      |
| Захисники    |                                   |                   |                      |          |          |
| 21           | Балажіц Грегор                    | 12 лютого 1988    | Словенія             | 17       | 1        |
| 41           | Гірський Степан Богданович        | 8 січня 1991      | Україна              | 4        | 0        |
| 14           | Гаращенков Сергій Ігорович        | 16 травня 1990    | Україна              | 4        | 0        |
| 39           | Жовтюк Микола Володимирович       | 21 травня 1992    | Україна              | 7        | 1        |
| 4            | Мілошевіч Іван                    | 3 листопада 1984  | Сербія               | 18       | 1        |
| 8            | Ощипко Ігор Дмитрович             | 25 жовтня 1985    | Україна              | 15       | 2        |
| 32           | Пластун Ігор Володимирович        | 20 серпня 1990    | Україна              | 25       | 1        |
| 62           | Пучковський Тарас Миколайович     | 23 серпня 1994    | Україна              | 3        | 0        |
| 24           | Тосік Якуб                        | 21 травня 1987    | Польща               | 4        | 0        |
| Півзахисники |                                   |                   |                      |          |          |
| 33           | Бідловський Володимир Зіновійович | 31 травня 1988    | Україна              | 4        | 0        |
| 83           | Білий Олег Юрійович               | 29 травня 1993    | Україна              | 1        | 0        |
| 3            | Вукчевіч Сімон                    | 29 січня 1986     | Чорногорія           | 2        | 0        |
| 17           | Голодюк Олег Юрійович             | 2 січня 1988      | Україна              | 19       | 1        |
| 88           | Даушвілі Муртаз                   | 1 травня 1989     | Грузія               | 22       | 0        |
| 20           | Кенія Леван                       | 18 жовтня 1990    | Грузія               | 20       | 3        |
| 7            | Ксьонз Павло Сергійович           | 2 січня 1987      | Україна              | 28       | 3        |
| 19           | Мартинюк Ярослав Петрович         | 20 лютого 1989    | Україна              | 4        | 0        |
| 43           | Озарків Ігор Ігорович             | 21 січня 1992     | Україна              | 21       | 1        |
| 25           | Ткачук Андрій Миколайович         | 18 листопада 1987 | Україна              | 13       | 0        |
| 16           | Худоб'як Ігор Ярославович         | 20 лютого 1985    | Україна              | 29       | 2        |
| 22           | Штіліч Семір                      | 8 жовтня 1987     | Боснія і Герцеговина | 22       | 1        |
| Нападники    |                                   |                   |                      |          |          |
| 10           | Гладкий Олександр Миколайович     | 24 серпня 1987    | Україна              | 23       | 5        |
| 36           | Гудима Володимир Ярославович      | 20 липня 1990     | Україна              | 4        | 0        |
| 73           | Завійський Тарас Михайлович       | 12 квітня 1995    | Україна              | 2        | 0        |
| 51           | Загідулін Сергій Володимирович    | 26 березня 1992   | Україна              | 3        | 0        |
| 11           | Зеньов Сергей                     | 20 квітня 1989    | Естонія              | 10       | 3        |
| 28           | Кас'ян Олександр Юрійович         | 27 січня 1989     | Україна              | 11       | 1        |
| 18           | Кополовець Михайло Михайлович     | 29 січня 1984     | Україна              | 25       | 2        |
| 97           | Фернандо Марсело Жіл              | 28 березня 1990   | Бразилія             | 11       | 0        |
| 77           | Перес Мартінес Лукас              | 10 вересня 1988   | Іспанія              | 17       | 8        |

## Кубок України
| Етап | Дата            | Господар                  | Рахунок | Гість               |
| ---- | --------------- | ------------------------- | ------- | ------------------- |
| 1/16 | 23 вересня 2012 | «Кримтеплиця» (Молодіжне) | 0:2     | «Карпати» (Львів)   |
| 1/8  | 31 жовтня 2012  | «Карпати» (Львів)         | 2:1 дч  | «Металіст» (Харків) |